# 歐希

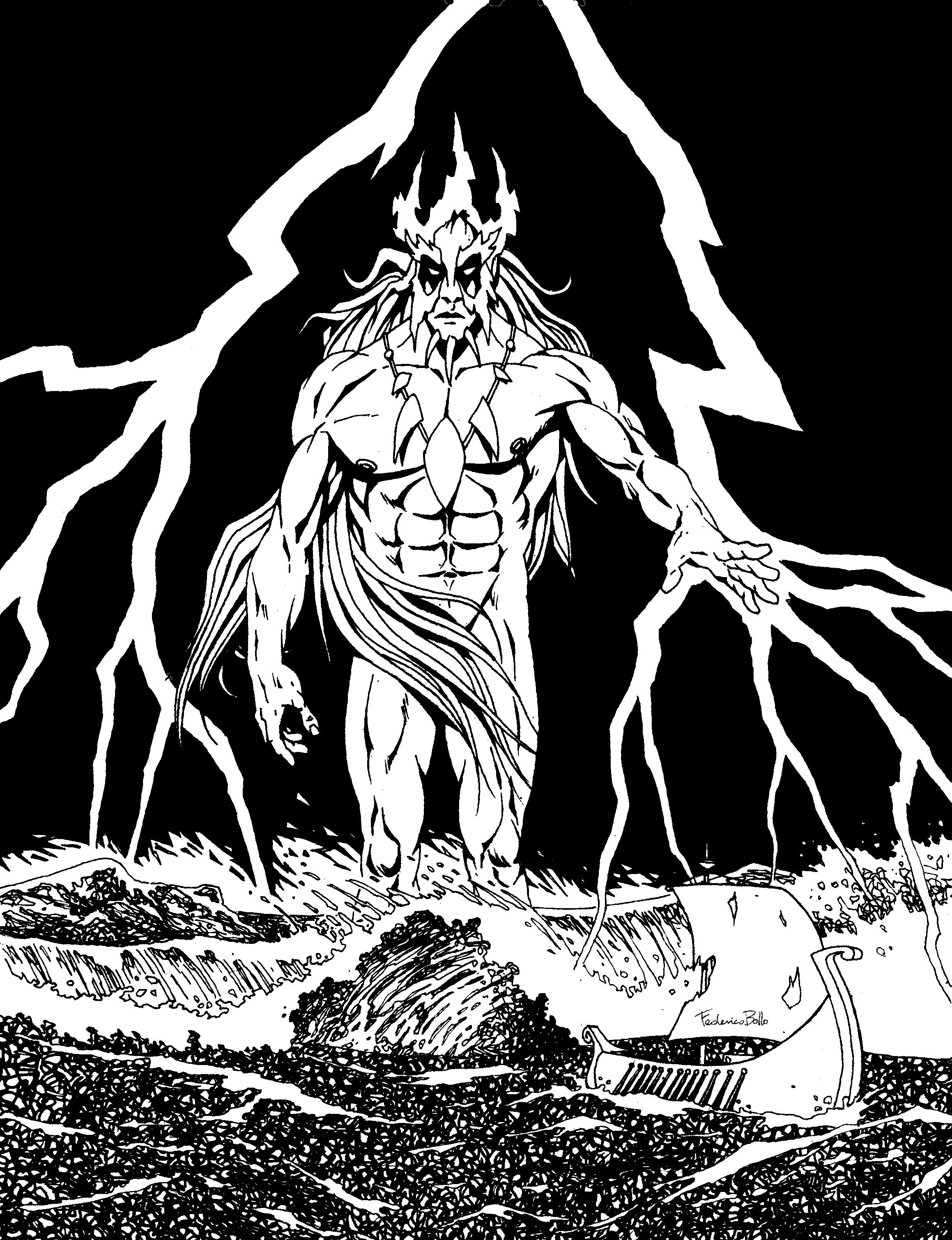
歐希（Ossë）

歐希 Ossë，是英國作家約翰·羅納德·鲁埃爾·托爾金的史詩式奇幻小說《精靈寶鑽》中的人物。邁雅之一，中土大陸四方海洋之主宰，波濤之神，烏歐牟之僕人，烏妮是她妻子。米爾寇痛恨海洋，因為那是他無法征服的地方，於是極力拉攏歐希到他麾下。因此遠古有一段時期，大海瘋狂暴動，摧毀許多陸地。但烏妮在奧力懇求下約束了歐希，將他帶至烏歐牟面前，請求他的原諒並帶回他這一邊。自此歐希一直對烏歐牟忠誠，但偶爾在沒有主人烏歐牟命令之下，放任怒氣在海中掀起滔天巨浪，依海為生的人和水手，雖然喜歡他但不信任他。
他最要好的朋友是造船者瑟丹。辛達族也很喜歡歐希，將他視之如維拉。
在舊版本的《精靈寶鑽》中，歐希是維拉之一，常常和烏歐牟鬧意見。